# Martinsplatz 4 (Kronach)

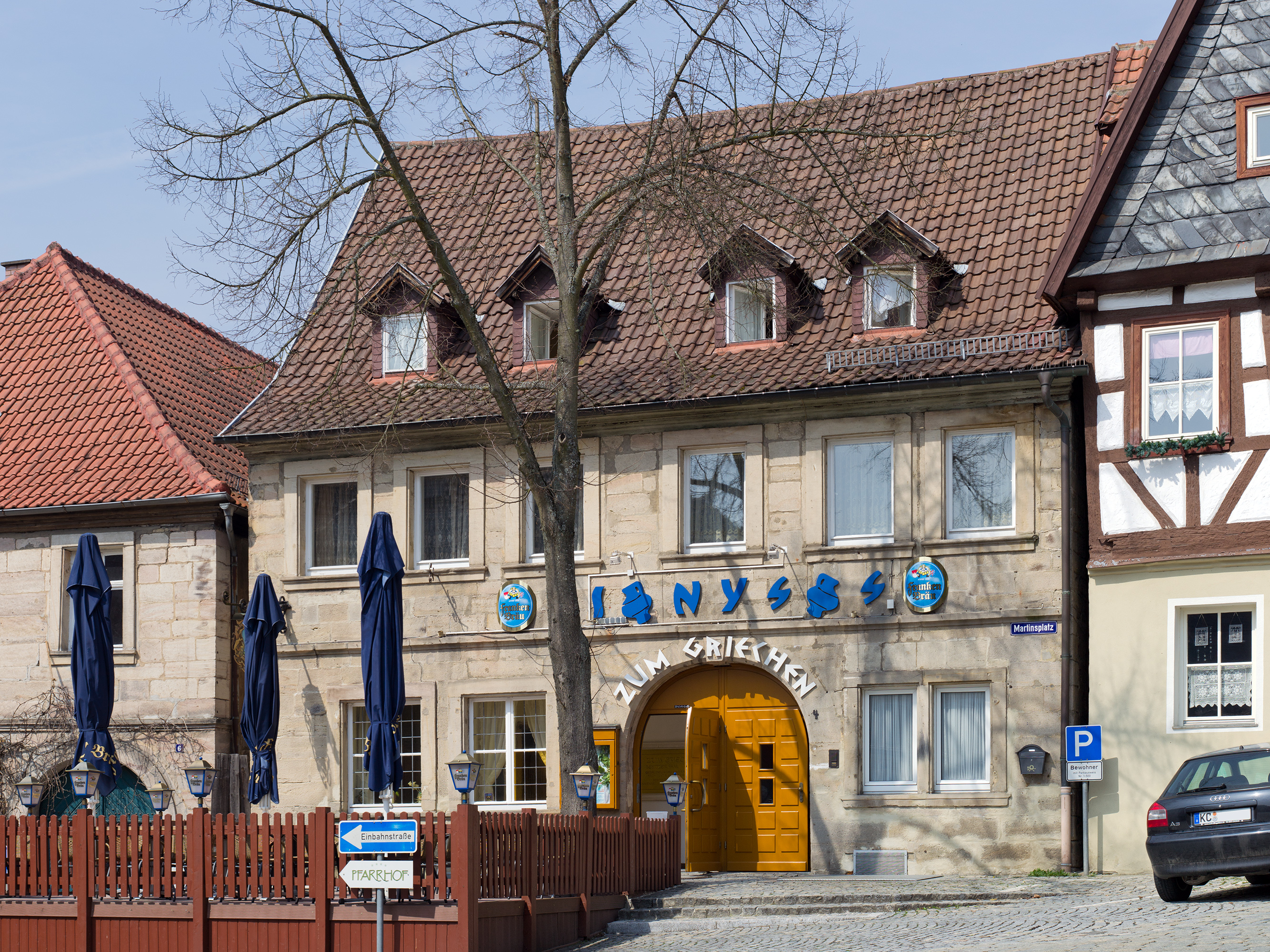
Martinsplatz 4

Das Gebäude Martinsplatz 4, das ehemalige Gasthaus zum grünen Baum, ist ein unter Denkmalschutz stehendes Bauwerk in der oberfränkischen Stadt Kronach in Bayern.

## Lage und Beschreibung
Das Gebäude befindet sich an der Nordseite des Martinsplatzes im Norden der Kronacher Altstadt. Es handelt sich um einen zweigeschossigen traufständigen Satteldachbau mit Sandsteinfassade.

## Geschichte
Der Kern des Bauwerks wurde in der ersten Hälfte des 18. Jahrhunderts errichtet, die Sandsteinfassade entstand in der ersten Hälfte des 19. Jahrhunderts.
Am 28. Juli 1925 wurde in dem Gebäude im Beisein von Adolf Hitler die erste nationalsozialistische Landtagsfraktion gegründet. Nach dem Beginn der nationalsozialistischen Diktatur im Jahr 1933 wurde eine Hinweistafel am Hauseingang des Gebäudes angebracht, die an diesen Umstand erinnerte.